# Psilocybe pelliculosa
Psilocybe pelliculosa es una especie de hongo de la familia Hymenogastraceae.
Los cuerpos fructíferos, o setas, tienen un capuchón cónico de color marrón de hasta 2 cm de diámetro sobre un tallo delgado de hasta 8 cm de longitud. Tiene un velo parcial blanco que no deja un anillo en el tallo. El micólogo estadounidense Alexander H. Smith describió la especie por primera vez en 1937 como miembro del género conocido actualmente como Psathyrella; fue transferida a Psilocybe por Rolf Singer en 1958.
Psilocybe pelliculosa se encuentra en la región del noroeste del Pacífico de Estados Unidos y Canadá, donde crece en el suelo en grupos o racimos a lo largo de senderos o caminos forestales en bosques de coníferas. También se ha registrado una única recolección en Finlandia, y también en Noruega. Las setas contienen los compuestos psicodélicos psilocibina y baeocistina, aunque en concentraciones relativamente bajas. Varias especies de hongos de aspecto similar a P. pelliculosa pueden distinguirse por sutiles diferencias en la forma del cuerpo fructífero, o por sus características microscópicas

## Taxonomía
La especie fue descrita científicamente por primera vez por Alexander H. Smith en 1937 con el nombre de Psathyra pelliculosa, basándose en los ejemplares que recogió en Washington y Oregón. El espécimen tipo fue recogido cerca del lago Tahkenitch, Oregón, en noviembre de 1935. En una publicación de 1941, Smith revisó su opinión y consideró que la especie era la misma que Hypholoma silvatica (posteriormente Psilocybe silvatica), ya que pensaba que las ligeras diferencias entre ambas no tenían importancia taxonómica. Tras revaluar estas dos especies, además de otras estrechamente relacionadas, Rolf Singer y Smith restablecieron posteriormente el taxón y lo transfirieron a Psilocybe en 1958. Gastón Guzmán, autoridad en Psilocybe, clasificó la especie en la sección Semilanceatae, una agrupación de especies relacionadas que se caracterizan por tener esporas aproximadamente elipsoides, generalmente de paredes gruesas, y por carecer de pleurocistidios.
El epíteto específico pelliculosa deriva del latín pellicula, que significa "película", y se refiere a la película gelatinosa del sombrero. La seta se conoce comúnmente como "Psilocybe conífera" o "Psilocybe estriada".

## Descripción
El sombrero de P. pelliculosa tiene inicialmente una forma cónica aguda, y se expande ligeramente con el tiempo hasta llegar a tener una forma de campana amplia, pero nunca se expande hasta llegar a ser completamente plano.[cita requerida]
El margen del sombrero se presiona inicialmente contra el tallo, y durante un breve periodo de tiempo es apendiculado (tiene fragmentos de velo parciales colgando del margen).[cita requerida]
¿ Los capuchones de los especímenes maduros son lisos, pegajosos y tienen estrías radiales translúcidas que alcanzan dimensiones de 0,8 a 2 cm (3⁄8 a 3⁄4 pulg.) de diámetro.[cita requerida]
El color oscila entre el ámbar y el isabela (amarillo-marrón oscuro) cuando la seta está húmeda, y cambia a rosa-marfil cuando está seca. El borde del sombrero puede tener un tinte gris verdoso. La cutícula del sombrero es una fina cubierta gelatinosa que puede desprenderse.[cita requerida]
Las laminillas tienen una fijación adnata al sombrero, son de estrechas a moderadamente anchas, muy espaciadas y acaban separándose del tallo. Las laminillas jóvenes son de color marrón canela, con bordes más claros, pero se oscurecen en la madurez porque se cubren con las esporas oscuras. [cita requerida]
El tallo mide de 6 a 8 cm de largo por 1,5 a 2 mm de grosor y tiene una anchura aproximadamente igual en toda su extensión, excepto en la base, que está ligeramente ensanchada. La región inferior del tallo es de color pardo y tiene "pelos" sedosos apretados contra el tallo; la región superior es grisácea y pruinosa (ligeramente espolvoreada con gránulos blancos pulverulentos).[cita requerida]
La pulpa se vuelve ligeramente azulada o verdosa en los lugares donde se ha producido la lesión. La aplicación de una gota de solución diluida de hidróxido de potasio sobre el sombrero o la pulpa provocará un cambio de color de pálido a amarillento oscuro a marrón rojizo; una gota sobre el tallo produce un cambio de color menos intenso o ninguno.[cita requerida]
La huella de las esporas es de color marrón violáceo.
Al microscopio, las esporas tienen un aspecto marrón púrpura apagado. Son de forma elipsoide a algo ovalada y, según la descripción original de Singer, miden 8-10 por 4-5 μm.[cita requerida]
Un estudio posterior de especímenes recogidos en la Columbia Británica, Canadá, informó en cambio de un rango de tamaño de esporas mayor, de 10-13 por 6-7 μm. Las esporas tienen un poro germinal apical.[cita requerida]
Los basidios (células portadoras de esporas) tienen cuatro esporas, son hialinos (translúcidos) y miden 22-35 por 7-10 μm.[cita requerida]
Hay abundantes cistidios que forman una banda estéril en los bordes de las branquias (queilocistidios); estos cistidios son lisos, inflados y fusoides-ventricos (agrandados en el centro y afilados hacia ambos extremos) con una punta afilada, y miden 25-30 por 6-9 μm. La cutícula del sombrero (un ixocutis) está formada por una capa de hifas hialinas aproximadamente horizontales, gelatinizadas y onduladas, de 0,8-5,5 μm de diámetro.[cita requerida]

### Especies similares

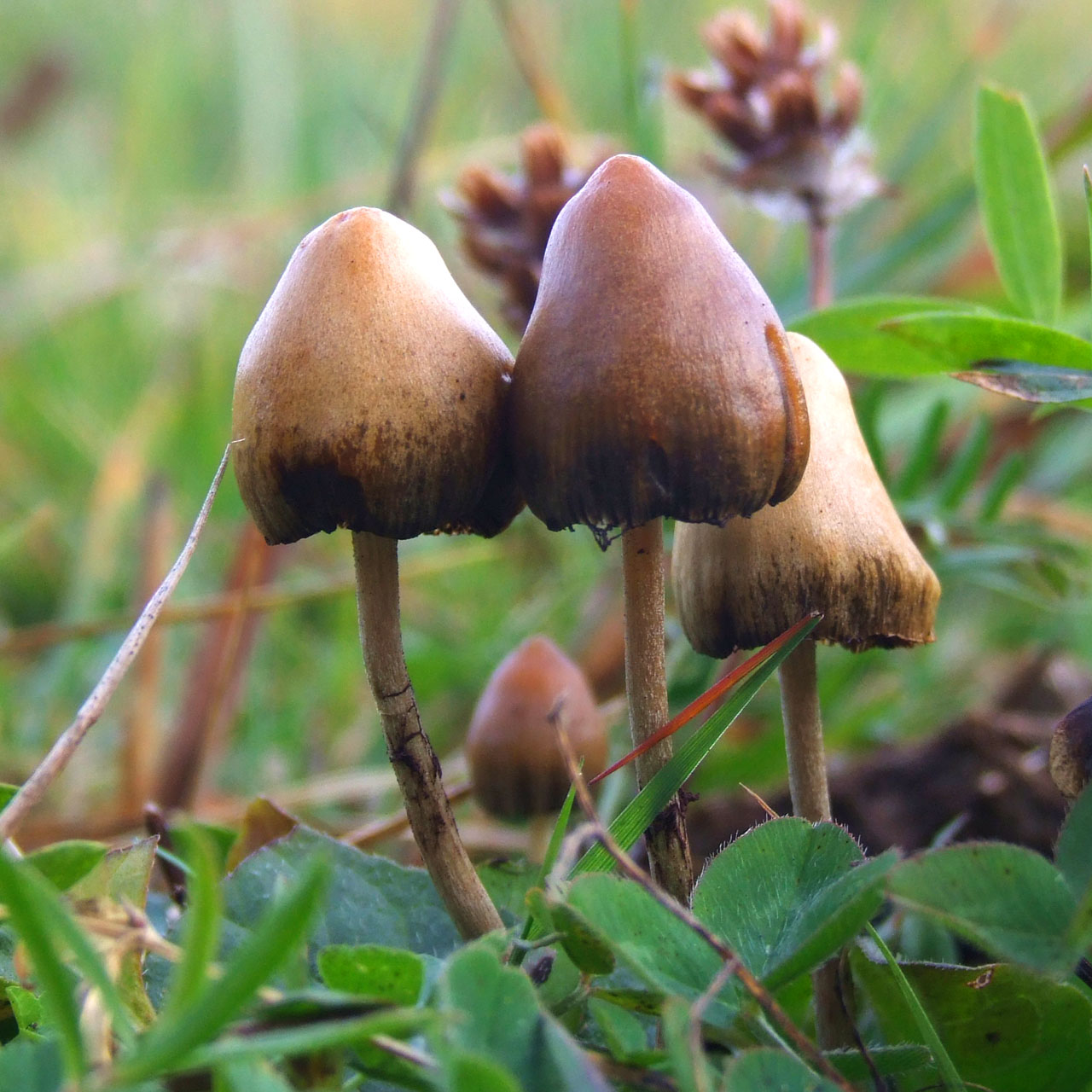
Psilocybe semilanceata

La estatura general de los cuerpos frutales de P. pelliculosa es generalmente similar a la de Mycena, Galerina o Hypholoma. 
Smith observó un parecido superficial con Psathyrella fagicola, basado en las similitudes en la naturaleza de la cutícula del sombrero, la coloración y la base del tallo cubierta de fibras sedosas. Psilocybe pelliculosa puede distinguirse de Psathyra fagicola por la presencia de un velo parcial, branquias firmes y cuerpos fructíferos más pequeños. P. pelliculosa se confunde a menudo con la muy extendida P. semilanceata, pero esta última puede distinguirse por sus esporas más grandes y un capuchón cónico y papiloso. Otra especie similar es Psilocybe silvatica, y se necesita un microscopio para distinguir con seguridad entre las dos especies. P. silvatica, que se encuentra desde Nueva York hasta Míchigan y al norte de Canadá, tiene esporas más largas. P. pelliculosa tiene un parecido general con Hypholoma dispersum, una especie que se encuentra en el norte de Norteamérica y Europa.

## Hábitat y distribución
Los cuerpos fructíferos de P. pelliculosa crecen en grupos o racimos sobre musgo, restos forestales y humus en los bosques de coníferas. El hongo prefiere fructificar en zonas perturbadas, como senderos y caminos forestales abandonados; no es habitual encontrarlo en praderas. Se conoce en la región del noroeste del Pacífico de Norteamérica, donde se ha recogido en California, Idaho, Oregón y Washington, y está ampliamente distribuido en la Columbia Británica (Canadá). También se encuentra en el norte de Europa, con una única recolección en Finlandia. El hongo suele fructificar a lo largo de los senderos forestales y de los caminos madereros abandonados donde crecen alisos y abetos. Los cuerpos fructíferos tienden a aparecer a finales del verano o principios del invierno, después de un tiempo fresco y húmedo.

## Psicoactividad
Psilocybe pelliculosa contiene los compuestos psicoactivos psilocibina y baeocistina, y se utiliza como droga recreativa. En términos de potencia psicoactiva, Stamets considera la especie "relativamente débil". Se ha informado de que los niveles de psilocibina oscilan entre 1,2 y 1,7 miligramos por gramo de seta seca, mientras que la baeocistina se midió en un 0,04%. Según algunos informes de la década de 1960, el hongo no produce psilocibina cuando se cultivan los cuerpos frutales en el laboratorio.